# Ptaki (zespół muzyczny)
Ptaki – polski zespół popowy, założony jesienią 1971 roku w Warszawie – i przez ostatni rok, działający pod zmienioną nazwą (do 1979 roku).

## Historia
Pierwszy skład grupy tworzyli: Anna Stroińska (śpiew), Wiktor Stroiński (gitara, śpiew), Jacek Szczygieł (lider; instrumenty klawiszowe, śpiew), Andrzej Rutkowski (gitara basowa, śpiew), Andrzej Krupiński (perkusja, śpiew). Początkowo zespół towarzyszył na scenie i w studiu nagraniowym Halinie Kunickiej i Jerzemu Połomskiemu, by w pewnym momencie rozpocząć karierę solową i wykonywać własny repertuar. Ptaki dokonały wielu nagrań radiowych i płytowych, uczestniczyły w licznych koncertach estradowych i telewizyjnych w kraju i za granicą, m.in. we Francji, RFN, Włoszech, ZSRR, a także w ośrodkach polonijnych w Stanach Zjednoczonych i Kanadzie. Zespół wystąpił także w filmie biograficznym pt. Ptaki w reż. Jerzego Woźniaka (TVP Łódź). W 1975 roku odszedł dotychczasowy lider Jacek Szczygieł. Do 1978 roku Ptaki występowały jako kwartet w składzie: Włodzimierz Stefanowicz (śpiew, instrumenty klawiszowe), Witold Olszewski (gitara, śpiew), Andrzej Rutkowski (lider; gitara basowa, śpiew), Andrzej Delong (perkusja). Kolejne zmiany personalne spowodowały zmianę nazwy zespołu na „Polon”. Z grupą współpracowali także: Wiesława Kubicka, Sława Mikołajczyk i Krzysztof Specjał.

## Dyskografia[1]

### Albumy
- Wśród Ptaków (LP Pronit SX 1427, 1976)
- Ptaki (CD Muza PNCD 909, 2005)

### Single i czwórki
- Dziewczyny kochajcie nas (SP Muza SP 423, 1971)
- Dziewczyny kochajcie nas / Zawsze w maju

- Dziewczyny kochajcie nas (EP Muza N 0655, 1971)
- Dziewczyny kochajcie nas / Ballada nadziei / Zawsze w maju / Skąd ją znasz

- Gdzie granica naszych snów (PD Ruch R0247-II, 1974)
- Gdzie granica naszych snów / Którędy do ciebie

- Wśród ptaków wiosna (SP Muza SS 665, 1974)
- Wśród ptaków wiosna / Nasze kochanie

- Którędy do ciebie (SP Muza SS 677, 1976)
- Którędy do ciebie / Poza sobą nie widzimy świata

- Jeszcze będzie dla nas wiosna (SP Muza SS 678, 1976)
- Jeszcze będzie dla nas wiosna / Wieczór pełen wrażeń

- Teatr przy kawie (SP Tonpress S-40, 1976)
- Wieczór pełen wrażeń / Nasze kochanie

### Sesje nagraniowe innych wykonawców[1]
- Halina Kunicka:
- Ach panie panowie...  (LP Pronit SXL 0792, 1971)

- Jerzy Połomski:
- Bo z dziewczynami (LP Muza SXL 1048, 1975)
- Z Tobą świat nie ma wad (LP Muza SX 1439, 1976)
- Tempus fugit (LP Muza SX 1555, 1978)